# Qlik
Qlik est une société basée à Radnor, Pennsylvanie, États-Unis. Qlik est l'éditeur de QlikView et Qlik Sense, deux logiciels d'informatique décisionnelle (business intelligence) et de visualisation de données.
La société était cotée en bourse Nasdaq jusqu'à son rachat en 2016.

## Historique
Qlik est fondée en 1993 à Lund, en Suède,  sous le nom QlikTech. C'est une société de logiciels de business intelligence (BI). Son outil de bureau s’appelle QlikView. Initialement, il n’est vendu qu’en Suède.
En 2000, Måns Hultman devient le directeur général, et Lars Björk, le directeur financier. La société se concentre sur le domaine de la Business Intelligence (BI)[pas clair]. La société passe de 35 employés en 1999 à 70 en 2003. QlikTech a besoin de plus de capital et d'une vision plus large pour poursuivre sa croissance. À cette fin, QlikTech choisit un consortium composé des sociétés de capital-risque Accel Partners et Jerusalem Venture Partners (JVP), et augmente son capital de 12,5 millions de dollars et Alex Ott Accel et Erel Margalit de JVP conçoivent une stratégie de croissance qui aboutit à un taux de croissance annuelle de 35% et 13 millions de dollars de revenus d'ici[pas clair] à 2004.
En 2005, l'application « standalone » est remplacée par une version basée sur les technologies web. Qlik établit des partenariats avec Intel et HP, et intégrés de graphiques et de couleurs dans leur INTERFACE[pas clair]. Parmi les clients de Qlik, on peut citer DB Schenker, Dendrite, Ericsson, la poste suédoise.
En 2007, Lars Björk prend la direction de Qlik. La société revendique 40 000 clients dans 100 pays. La société est introduite en bourse en juillet 2010.
En avril 2011, la société a une capitalisation boursière de plus de 2 milliards de dollars.
En 2013, la société ouvre un bureau dans l'Ouest de l'Australie.
En août 2015, la société élargit ses activités de R&D avec l'ouverture d'un bureau à Ottawa, en Ontario.
En juin 2016, Qlik est achetée par la société de private equity de Thoma Bravo LLC pour environ 3 milliards de dollars.
À l'automne 2016, il est annoncé[Par qui ?] que Qlik sera en partenariat avec l'Ontario, au Canada, pour créer un laboratoire à Ottawa, axé sur le développement de logiciels pour l'informatique en nuage, l'analyse et la business intelligence. Le projet a une valeur totale de plus de 22 millions de dollars et doit être terminé en décembre 2019.
En août 2020, Qlik rachète Knarr Analytics, une start-up fondée l'année précédente à Atlanta.